# Louise-Victorine Ackermann
Pour les articles homonymes, voir Ackermann.
Louise-Victorine Choquet, dite Louise-Victorine Ackermann, née à Paris le 30 novembre 1813 et morte le 2 août 1890  à Nice, est une poétesse française.

## Biographie
Louise-Victorine Choquet est née à Paris, de parents parisiens, d'origine picarde. Son père, voltairien et amoureux des lettres, lui fit donner une éducation éloignée de l'enseignement religieux. Il fut l'initiateur des premières lectures de sa fille. De tempérament indépendant, il quitta Paris à trente-trois ans pour la solitude de la campagne, emmenant avec lui sa femme et ses trois filles.
Louise vécut une enfance solitaire à la campagne en Picardie, près de Montdidier, au sud-est d'Amiens,. Son tempérament studieux et méditatif se déclara très tôt, la mettant à l'écart des enfants de son âge et de ses sœurs. Sa mère, qui se fait mal à la vie campagnarde, est rongée par l'ennui et sera peu conciliante envers sa fille aînée. Elle exige que celle-ci fasse sa première communion, pour respecter les conventions mondaines. Louise découvre ainsi la religion en entrant en pension à Montdidier, et y porte tout d'abord une adhésion fervente, qui alarme son père. Ce dernier lui fait lire Voltaire, et l'esprit du philosophe créera le premier divorce entre Louise Choquet et le catholicisme.
De retour de pension, elle poursuit ses lectures et études dans la bibliothèque paternelle, et découvre Platon et Buffon. C'est vers cette époque qu'elle commence à faire ses premiers vers. Sa mère s'en inquiète, ayant une prévention envers les gens de lettres. Elle demande conseil à une cousine parisienne, qui lui recommande au contraire de ne pas brider les élans de sa fille mais de les encourager.
Louise est alors mise en pension à Paris, dans une grande institution dirigée par la mère de l'abbé Saint-Léon Daubrée. Élève farouche, elle est surnommée l'« ourson » par ses camarades de classe, mais devient vite la favorite de son professeur de littérature, Félix Biscarrat ami intime de Victor Hugo. Découvrant que Louise compose des vers, Félix Biscarrat porte même certaines de ses œuvres à Victor Hugo qui lui donne des conseils.
Félix Biscarrat nourrit les lectures de son élève en lui fournissant les productions des auteurs contemporains. Elle découvre également les auteurs anglais et allemands, Byron, Shakespeare, Goethe et Schiller. La lecture parallèle de la théologie de l'abbé Daubrée la fait renoncer définitivement à la pensée religieuse, même si elle avoue dans ses mémoires avoir eu par la suite des « rechutes de mysticisme ».
Au terme de trois ans de pension, elle regagne sa famille où elle poursuit l'étude et la composition en solitaire, faisant découvrir à ses proches les auteurs modernes, Hugo, Vigny, Musset, Sénancour. Mais le décès de son père la privera bientôt du seul soutien familial qui valorisait ses compétences littéraires. Sa mère lui interdit la fréquentation des auteurs, et Louise renonce pour un temps à la poésie. Elle obtient en 1838 qu'on la laisse partir à Berlin pour un an, dans une institution modèle de jeunes filles dirigée par Schubart. Ce dernier l'aidera à parfaire son allemand, et elle sera sous le charme de la ville de Berlin, qu'elle définit ainsi :
« La ville de mes rêves. À peu d'exceptions près, ses habitants ne vivaient que pour apprendre ou enseigner. »
Elle y reviendra trois ans plus tard, après le décès de sa mère. Elle y rencontre le linguiste français Paul Ackermann, ami de Proudhon, qui en devient amoureux et qu'elle épouse sans réel enthousiasme :
« Je me serais donc passée sans peine de tout amour dans ma vie ; mais rencontrant celui-là, si sincère et si profond, je n'eus pas le courage de le repousser. Je me mariai donc, mais sans entraînement aucun ; je faisais simplement un mariage de convenance morale. »
À sa grande surprise, ce mariage sera parfaitement heureux, mais bref : Paul Ackermann meurt de maladie le 26 juillet 1846, à l'âge de 34 ans. Très éprouvée par son veuvage, Louise rejoint une de ses sœurs à Nice, où elle achète un petit domaine isolé. Elle consacre plusieurs années aux travaux agricoles, jusqu'à ce que lui revienne l'envie de faire de la poésie. Ses premières publications ne suscitent que peu d'intérêt, mais retiennent tout de même l'attention de quelques critiques, qui en font la louange tout en blâmant son pessimisme qu'ils attribuent à l'influence de la littérature allemande. Elle se défendra de cette influence, réclamant pour sienne la part de négativisme de ses pensées en expliquant que celle-ci apparaissait déjà dans ses toutes premières poésies, bien qu'il n'y ait aucune trace de celles-ci pour corroborer ses dires.
Son autobiographie révèle une pensée lucide, un amour de l'étude et de la solitude, ainsi que le souci de l'humanité qui transparaîtra dans ses textes.
Elle meurt à Nice, 22 quai du Midi, le 2 août 1890 à dix heures du matin. Son acte de décès la déclare rentière.

## Citations
- « Considéré de loin, à travers mes méditations solitaires, le genre humain m'apparaissait comme le héros d'un drame lamentable qui se joue dans un coin perdu de l'univers, en vertu de lois aveugles, devant une nature indifférente, avec le néant pour dénouement[3]. »
- « Mon enfance fut triste. Aussi haut que remontent mes souvenirs, je n'aperçois qu'un lointain sombre. Il me semble que le soleil n'a jamais lui dans ce temps-là. J'étais naturellement sauvage et concentrée. Les rares caresses auxquelles j'étais exposée m'étaient insupportables ; je leur préférais cent fois les rebuffades[3]. »
- « Ma paresse et mon indolence s'arrangeraient fort bien de garder mes Contes en portefeuille. Mon talent de fraîche date me fait l'effet de ces enfants survenus tard et sur lesquels on ne comptait pas. Ils dérangent terriblement les projets et menacent de troubler le repos des vieux jours[5]. »
- « Pour écrire en prose, il faut absolument avoir quelque chose à dire ; pour écrire en vers, ce n'est pas indispensable »
- « La Nature sourit, mais elle est insensible : Que lui font vos bonheurs[6]. »

### Œuvres imprimées
La Fayette Marie-Madeleine Pioche de la Vergne, Auger Louis-Simon, Tencin Claudine-Alexandrine Guérin de, Fontaines Marie-Louise-Charlotte de Pelard de Givry, Choquet, Manceau François, Bovinet Edme, Lejeune, Didot Firmin, Lalaing de et Lepetit, Œuvres complètes de mesdames de la Fayette, de Tencin et de Fontaines ; avec des notices historiques et littéraires, par M. Auger 1-4, Chez Mme Veuve Lepetit, libraire De l’imprimerie de Firmin Didot, 1820.
- Ackermann Louise, Contes, par L. Ackermann, Garnier frères, 1855.
- Ackermann Louise, Contes, par L. Ackermann, impr. de Caisson, 1861.
- Ackermann Louise, Contes et poésies, par L. Ackermann, impr. de Caisson, 1862.
- Ackermann Louise, Contes et poésies par L. Ackermann..., L. Hachette, 1863. lire en ligne
- Ackermann Louise, Poésie. Prométhée. A Daniel Stern. (Signé : L. Ackermann. 30 novembre 1865.), impr. de L. Toinon, 1866.
- Ackermann Louise, Poésies philosophiques, par L. Ackermann, impr. de Caisson et Mignon, 1871.
- Ackermann Louise, Poésies. Premières poésies. Poésies philosophiques, A. Lemerre, 1874.
- Ackermann Louise, Le Déluge, impr. de Caisson et Mignon, 1876.
- Ackermann Louise, Poésies. Premières poésies. Poésies philosophiques, 3e éd. A. Lemerre, 1877.
- Ackermann Louise, Poésies : premières poésies : poésies philosophiques, 4e éd. A. Lemerre, 1877.
- Ackermann Louise, Pensées d’une solitaire, précédée d’une autobiographie, A. Lemerre, 1882.
- Ackermann Louise, Pensées d’une solitaire. Précédées d’une autobiographie, 1883 .
- Ackermann Louise, Ma vie Premières poésies Poésies philosophiques A. Lemerre, 1885. Lire en ligne
- Ackermann Louise, Poésies. Premières poésies. Poésies philosophiques. 4e édition, 1887.
- Ackermann Louise Victoire, Mme Ackermann d’après des lettres et des papiers inéd., A. Lemerre, 1892.
- Ackermann Louise, Œuvres de L. Ackermann. Ma Vie. Premières poésies. Poésies philosophiques (mai 1877), A. Lemerre, 1893.
- Ackermann Louise (1813-1890) Auteur du texte, Œuvres de L. Ackermann. Ma Vie. Premières poésies. Poésies philosophiques (mai 1877), 1893.
- Ackermann Louise, Pensées d’une solitaire: précédées de fragments inédits, A. Lemerre, 1903.
- Ackermann Louise Victorine (Choquet), Thoughts of a lonely woman, Gowans & Gray, 1921.
- Ackermann Louise, Arvers Félix, Baudelaire Charles, Banville Théodore de et Ackermann Louise (1813-1890) Auteur du texte, La Lampe allumée , les plus beaux poèmes du cœur d’hier et d’aujourd’hui... réunis par Serge Collignon, S. Collignon, 1971.
- Ackermann Louise, Œuvres de L. Ackermann :  ma vie, premières poésies, poésies philosophiques, [Reprod. en fac-Sim.], Gregg international, 1971.
- Choquet Louise [ep. Ackerman], Cheminement en pays intérieur, s.n., 1977.
- Choquet Louise [ ep. Ackerman], Sibylline: recueil de textes, Éditions Firma, 1999.
- Ackermann Louise et Costa Dorothée, Œuvres de L. Ackermann: ma vie, premières poésies, poésies philosophiques, l’Harmattan, 2005.
- Ackermann Louise, Œuvres de L. Ackermann, [Reproduction en fac-Similé., l’Harmattan, coll. « Les introuvables », 2005.
- Schiller Friedrich, Mayrhofer Johann, Sepherēs Giōrgos, Louÿs Pierre, Sappho, Palamas Kōstēs, Ackermann Louise Victorine Choquet, Doufexis Stella et Bauni Axel, Scetches of Greece, Coviello Classics, 2006.
- Ackermann Louise, Pensées d’une solitaire suivies du Journal de madame Ackermann, le Livre unique, coll. « Collection Génie public », 2008.
- Ackermann Louise et Mirande Pascal, Contes, le Livre unique, coll. « Collection La poésie inévitable », 2011.
- Ackermann Louise, Nouveaux contes, le Livre unique, coll. « Collection La poésie inévitable », 2012.

### Partitions
- Darbois L. Compositeur et Ackermann Louise, Op. 7. Quatre mélodies, chant et piano, 1914, audiovisuel.
- Du Forez Rachel et Ackermann Louise, Hébé :  chant et piano, H. Maquaire, éditeur, 1933, audiovisuel.
- Facchinetti Mario, Fragment. D’après les Paroles d’un amant de Louise Ackermann. Chant, cloches et piano, Editions Salabert, coll. « Poèmes variés », n? 2, 1934, audiovisuel.
- Facchinetti Mario, Poèmes variés - n° 2, Fragment, d’après les "Paroles d’un amant de Louise Ackermann, pour chant, cloches et piano, Editions Philar, 1934, audiovisuel.
- Chausson Ernest, Hébé op. 2, 6: (1882), 2006, audiovisuel.
- Hugo Victor, Hugo Victor, Ackermann Louise, Hugo Victor, Verlaine Paul, Malherbe François de, Nerval Gérard de et Hugo Victor, Poésie ,  16 : Louise Ackermann, Musset, Hugo, François de Malherbe, Verlaine, A. Bitoun Tordjman, 2012, audiovisuel.
- Ackermann Louise, Nouveaux contes, le Livre unique, 2012, audiovisuel.
- Poésie ,  10 : Musset, Marceline Desbordes-Valmore, Louise Ackerman..., Amram Bitoun Tordjman, 2017, audiovisuel.

### Sources primaires
- Ackermann Louise, Pensées d’une solitaire, 1888 BnF-Arsenal : cote 8-NF-20453.
- Ackermann Louise, Contes, Nouvelle éd., Caisson, 1861, BnF-Arsenal cote : PO-2.
- Ackermann Louise, Ackermann Louise, Ackermann Louise, Aulard François-Alphonse, Ledrain Eugène, Havet Louis, Read Louise, Schuré Édouard, Delombre Paul, Doumic René, Grenier Édouard, Zévaès Alexandre et Gaucher Maxime, [Recueil. Dossiers biographiques Boutillier du Retail. Documentation sur Louise Ackermann], éditeurs divers, coll. « [Recueil. Dossiers biographiques Boutillier du Retail. Coupures de presse relatives à des personnalités françaises et étrangères] », 1873, BnF.
- Ackermann Louise, Journal de Mme Ackermann, Le mercure de France, coll. « [Recueil. Dossiers biographiques Boutillier du Retail. Documentation sur Louise Ackermann;  Mercure de France (Paris. 1890) », 1927 BnF département des Manuscrits.
- Choquet Louise, « Consultation », Fonds Juliette Adam. XIXe – XXe siècle. Papier. 27 boîtes. BnF département des Manuscrits cote :NAF 28140[13].
- Choquet Louise, « Consultation », Fonds Juliette Adam. XIXe – XXe siècle. Papier. 27 boîtes. BnF département des Manuscrits cote : NAF 28420 (1- )[14].
- Humboldt Alexander von et Ackermann Louise, « Korrespondenz », o.D. datée de Pont-de-Roide, SBB-PK Berlin <Nachl. Alexander von Humboldt, Kl. K. 1a, Nr. 24, Bl. 5[15]>
- Humboldt Alexander von et Ackermann Louise, « Korrespondenz », o.D. datée de Pont-de-Roide, SBB-PK Berlin <Nachl. Alexander von Humboldt, Kl. K. 1a, Nr. 24, Bl. 5[15]>
- Ollivier Daniel Auteur du texte, « Correspondance de Marie d’Agoult et papiers provenant de la famille Ollivier. XIXe – XXe siècle. VII-X Lettres de Marie d’Agoult. VII Ackermann-Barchou de Penhoën. », BnF Département des Manuscrits
- Ollivier Daniel Auteur du texte, Ackermann Louise Choquet Auteur de lettres, Allart de Méritens Hortense Auteur du texte et Arlès-Dufour Jean-Barthélemy Auteur de lettres, « Correspondance de Marie d'Agoult et papiers provenant de la famille Ollivier. XIXe – XXe siècle. XI-XV Lettres adressées à Marie d’Agoult. XI Ackermann-Arlès-Dufour. », BnF Département des Manuscrits[16].
- « Fonds général (Ms 1297 à 1875) - A-Bec (tome I). Correspondance du poète Edouard Grenier (1819-1901) », Bibliothèque municipale de Besançon[17].

### Sources secondaires
- Aurel, La Conscience embrasée, éd. Radot, 1927.
- Balegno Eugenia, Luisa Ackermann: Eugenia Balegno, Dr. Una poetessa moderna ; Conferenza tenuta 1897, Roux Frassati, 1897.
- Charlton Donald Geoffrey, La pensée positiviste sous le second Empire, L’Harmattan, coll. « Ouverture philosophique », 2014.
- Citoleux Marc, La poésie philosophique au XIXe siècle: Lamartine, Slatkine, 1973.
- Citoleux Marc, La poésie philosophique au XIXe siècle: Mme Ackermann, d’après de nombreux documents inédits, Thèse de doctorat, Université de Paris (1896-1968). Faculté des lettres, 1906.
- Citoleux Marc, La poésie philosophique au XIXe siècle... : thèse pour le doctorat ès-lettres présentée à la Faculté des lettres de l’Université de Paris,Plon-Nourrit et Cie, 1905.
- Greenberg Wendy Nicholas, Uncanonical women : feminine voice in French poetry, (1830-1871), Rodopi, coll. « Chiasma », 1999.
- Haussonville Gabriel-Paul-Othenin d’ et Ackermann Louise, Mme Ackermann d’après des lettres et des papiers inédits, A. Lemerre, 1892.
- Merwart Carl, Eine Erzpessimistin. Literarhistorische Skizze., Hölder, 1882.
- Merwart Carl, Eine Erzpessimistin. Literarhistorische Skizze., Hölder, 1882.
- Merwart Karl, Madame Ackermann :  eine literar-historische Skizze, im Selbstverlage des Verfassers, 1882.
- Mussbacher Bernadette, Theorien zum Licht in Traktaten der frühen Neuzeit und die Darstellung von Licht im Impressionismus, 2013.
- Thérive André, Le mari de Madame Ackermann, La Revue de Paris, coll. « [Recueil. Dossiers biographiques Boutillier du Retail. Documentation sur Louise Ackermann;  La Revue de Paris », 1927, BnF Richelieu-Arts du spectacle cote : 8-RF-20455.
- « Un poète positiviste », article de Elme-Marie Caro, dans l’édition du 15 mai 1874 de la Revue des deux mondes.
- Pontmartin, Armand comte de, « Madame Ackermann: la poésie athée », Nouveaux samedis, 11, 1875, p. 17-32.
- Préface de Louise Read à l’édition d’Alphonse Lemerre des Pensées d’une solitaire en 1903.
- Thérive, André, « À propos de Mme Ackermann », La Revue critique des idées et des œuvres, 24, janvier-mars 1914, p. 142-154.
- Le Séjour de Madame Ackermann à Nice de Bernard Barbery, Toulouse, L’Archer, 1923.
- La Conscience embrasée d’Aurel, Paris, Radot, 1927.
- Préface de Marie Delcourt et Dorothée Costa à l’édition L’Harmattan des Œuvres en 2005.
- Préface de Victor Flori à l’édition critique au Livre unique des Pensées d’une solitaire en 2008.
- Préface de Victor Flori à l’édition critique au Livre unique des Contes en 2011.
- Préface de Caroline Rainette et postface d'Elena Thuault, in Les Galets de la mer de Caroline Rainette d'après la vie et l’œuvre de Louise Ackermann, Éditions Étincelle, 2015.
- Dans le sillage de Louise Ackerman, sources croisées et morceaux choisis, conception et choix de Christine Jeanney et de Guillaume Vissac, Publie.net, 2020

### Iconographie

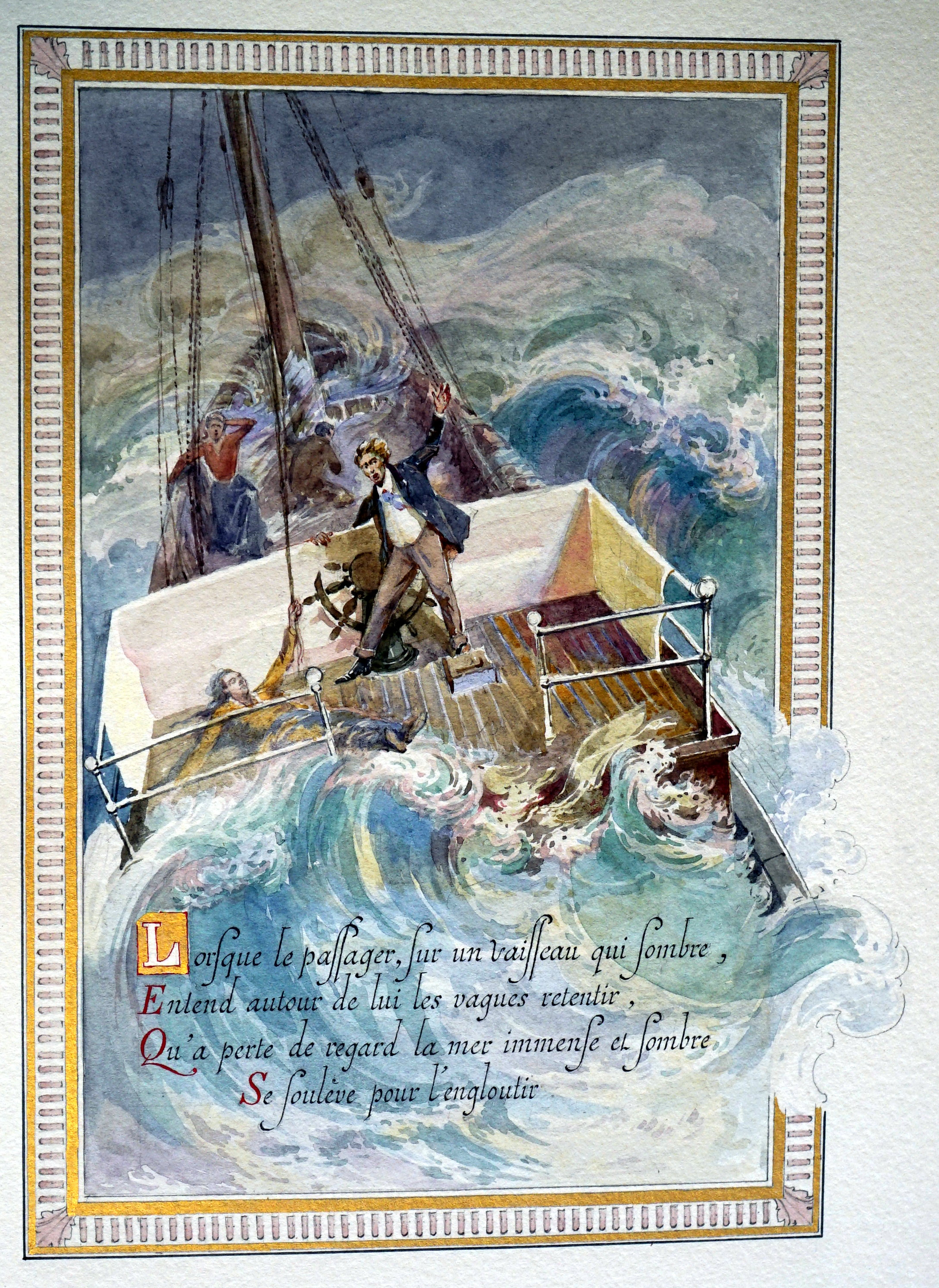
Le cri poème illustré par Eugène Auger.

- Il existe un portrait d'elle peint par Marcellin Desboutin en 1886[18]. Ce portrait, conservé au musée Anne-de-Beaujeu de Moulins, avait été volé en octobre 1989 ; il a été retrouvé en 2017[19].

[Recueil. Portraits. Lettre A], 16 Arsenal - Magasin - EST-Pet. fol.-P (A).
[Recueil. Portraits de Louise Victorine Choquet, Mme Ackermann (xixe siècle)], Richelieu - Estampes et photographie - Magasin - N-2 (ACKERMANN, Louise Victorine Choquet, Mme).

### Adaptation sur scène
- Les Galets de la mer - Louise Ackermann la poétesse révoltée ! de Caroline Rainette, d'après la vie et l’œuvre de Louise Ackermann,  (ISBN 978-2-9552190-0-3). Création Avignon 2015, Compagnie Étincelle.